# Шрира, Исай Несанелович
Исай Несанелович Шрира (1920, Аккерман, Бессарабия — 2000, Кирьят-Нордау) — молдавский советский географ и педагог.

## Биография
Из купеческой семьи. Окончил Кишинёвский педагогический институт (1946), аспирантуру при Институте географии АН СССР. Кандидатскую диссертацию по теме «Изменения в географии горнодобывающей промышленности Румынской Народной Республики» защитил в 1956 году. С 1954 года преподавал географию в Тираспольском педагогическом институте (доцент), с 1961 года заведовал кафедрой общего землеведения, в 1965—1968 годах — первый заведующий кафедрой общего землеведения и картографии. Был ректором вечернего университета Общества охраны природы Тирасполя.
Специалист по общему землеведению, автор учебников по природоведению для молдавской средней школы, популяризатор географии. В 1970-е годы принял участие в разработке и составлении комплексного атласа МССР. В 1990-е годы возглавлял воскресную еврейскую школу в Тирасполе. С 1997 года в Израиле.

## Семья
- Жена — педагог и психолог Этя Шулимовна Натанзон.
  - Сыновья — Александр Шрира, невропатолог; Виктор Шрира, математик.

## Книги
- Практические работы по географии в 5 классе. Кишинёв: Госиздат Молдавии, 1957.
- Geografia continuă cercetările. Кишинёв: Лумина, 1974. — 159 с.
- Атмосфера, погода, климат. Кишинёв: Лумина, 1978. — 143 с.
- Atmosfera stările de timp, clima. Кишинёв: Лумина, 1978. — 143 с.
- География продолжает поиск (научно-популярное издание). Кишинёв: Лумина, 1979. — 190 с.
- Полевая практика по метеорологии: материал по климату окрестностей Тирасполя; знакомство с метеостанцией. Тирасполь, 1981.
- Охраняйте природу: для учащихся. Кишинёв: Лумина, 1984. — 139 с.
- Ştiinţa ale naturii: Universul, pămîntul, omul. Кишинёв: Лумина, 1992. — 296 с.